# Пласт (фильм)
«Пласт» — российский фильм в жанре криминальная драма Станислава Сапачёва. В главной роли: Владимир Вдовиченков и Кирилл Кяро.

## Сюжет
Евгений Сергеевич перед Славой и Женей ставит непростую задачу: им необходимо реализовать контрабандный солнечный камень, в результате чего у Жени рождается идея, как можно быстро стать тем, кем с детства он мечтал быть. Но на что он готов ради этого и сохранит ли он дружбу со Славой?

## В ролях
| Актёр                | Роль              |
| -------------------- | ----------------- |
| Владимир Вдовиченков | Слава             |
| Кирилл Кяро          | Женя              |
| Виктория Богатырёва  | Ольга             |
| Сергей Маковецкий    | Евгений Сергеевич |
| Эмила Егорова        | Даша              |
| Ярослав Ефременко    | юный Женя         |
| Семён Алексеев       | юный Слава        |
| Амелия Куликова      | Аня               |
| Евгения Терещенко    | Катя              |